# Iglesia de Nuestra Señora del Poyo (Soria)
La iglesia de Nuestra Señora del Poyo era una de las 35 parroquias con las que contaba la ciudad de Soria. Fue abandonada a finales del siglo XVIII y desapareció en el siglo XIX.

## Historia
La iglesia de Nuestra Señora del Poyo aparecía en el censo de Alfonso X elaborado en el año 1270. Se encontraba a espaldas del palacio y prados de los Señores de Beteta o Suero Vega, a la derecha de la bajada de la plaza mayor por la carretera. Nicolás Rabal dice que estaba detrás del palacio de Suero-Vega y Torre de la reina Dª Urraca, frente á la torre del palacio donde estuvieron las oficinas de Hacienda. Estas oficinas se hallaban en un edificio erigido en el siglo XVI, desapareciendo a principios del XX para dar paso al Colegio del Sagrado Corazón.
Desde finales del siglo XVI se intentó suprimir esta parroquia y unirla, junto con otras, a la colegial de San Pedro, pero la oposición de sus parroquianos, algunos de alto rango en el gobierno de la ciudad, logró paralizarlo. En 1777 el obispo de Osma, Bernardo Antonio Calderón, decide cerrar el templo ante las amenazas de ruina, no sin la oposición ciudadana, como por otro lado ocurría cada vez que se extinguía por orden episcopal el culto en cualquiera de las viejas iglesias.

## Descripción
En el plano de Dionisio Badiola, de 1813, está dibujada en medio de una plazuela triangular, con una planta compuesta por nave única y ábside semicircular, lo que parece mostrar su filiación románica. No obstante en el plano de Coello, elaborado hacia 1860, que también la figura como iglesia arruinada, se representa de manera distinta, también con una nave pero esta vez con una especie de crucero y sin ábside. Aún hoy una calle recuerda su nombre.
De esta iglesia se conserva una campana que se encuentra en la actualidad en el campanario de la iglesia de San Juan de Rabanera. Realizada en 1631 su epigrafía reza "SANCTA * MARIA * DEL POIO[* *] AÑO 163II *".